# Corso dei Mille-Sant'Erasmo
Corso dei Mille-Sant'Erasmo è la quinta unità di primo livello di Palermo.
È situata nella zona meridionale della città; fa parte della II Circoscrizione.

## Descrizione
L'ampia zona di Corso dei Mille-Sant'Erasmo è molto frequentata per la tranquilla Villa Giulia, ricca di fiori e fontane, e l'Orto Botanico che ospita piante mediterranee e tropicali.
L'area offre numerosi chioschi di cibo da strada e trattorie informali. Nelle vicinanze si trovano il Ponte dell'Ammiraglio, di origine arabo-normanna, che segna il percorso originale del fiume Oreto, e lo Stand Florio, un ex casino di caccia di ispirazione moresca del 1905 affacciato sul mare.